# 上方語
上方語（かみがたご）は、上方（京都・大阪）を中心に用いられる日本語の方言。特に江戸時代のものを指し、上方のみならず全国にも比較的通用し、一種の共通語的な性格を持っていた。上方言葉（かみがたことば）や京阪語・京坂語（けいはんご）とも言う。
上代から中世まで畿内の言葉（とりわけ京言葉）が中央語としての地位を占め、近世に入ってからもその構図は引き継がれた。しかし、江戸の発展に伴って文化の中心は徐々に上方から江戸に移り（文運東漸）、言語に関しても近世後期には江戸語が優勢となり、明治維新を迎えて江戸語の流れを汲む東京語を元に標準語が整備されるに至った。日本語史研究においても、近世語は享保または宝暦頃を境に、上方語優勢の前期と江戸語優勢の後期に分けて取り扱われる。
「上方語」と言った際にどの地域の方言まで含むかは様々である。例えば司馬遼太郎（大阪市出身）は赤尾兜子との対談において、自らの言葉を上方語と呼び、また松山の言葉を上方語よりも平声の言葉だとし、上方語圏の言葉に含めて述べた。また、松山出身の正岡子規を上方語圏の人とした。